# کارلوس مارتینز (بازیکن فوتبال، زاده فوریه ۱۹۸۹)
کارلوس مارتینز (انگلیسی: Carlos Martínez؛ زادهٔ ۱۲ فوریهٔ ۱۹۸۹) بازیکن فوتبال اهل اسپانیا است.
از باشگاه‌هایی که در آن بازی کرده‌است می‌توان به باشگاه فوتبال کوردوبا و باشگاه فوتبال رئال مورسیا اشاره کرد.